# Hit 'Em Up
『Hit 'Em Up』は、1996年6月4日にリリースされた2パックのシングル。客演、アウトロウズ。プロデュース、ジョニー・J。デニス・エドワーズの『Don't Look Any Further』をサンプリングしている。B面には、『How Do U Want It』が収録されている。
曲中で、2パックとアウトロウズは、イースト・コーストのラッパー（主にノトーリアス・B.I.G.とショーン・パフィ・コムズ）を痛烈に侮辱し、未だにディスソング（ラップミュージックのうち、特定人物を扱き下ろすことをメッセージとした曲）の代名詞として語られる。

## 概観
曲の背景には、2パックのノトーリアスB.I.G.とコムズへの激しい憎悪がある。それは、両名が、1994年11月30日にニューヨークで起こった2パックへの銃撃事件に関与しているという噂があったためだった。
曲中で、2パックとアウトロウズは、B.I.Gとコムズに加え、コムズが主催するレーベルバッド・ボーイ・レコード、B.I.Gが当時交際していたリル・キム、ジュニア・マフィア、モブ・ディープ、チノXLを激しく罵倒、侮辱した。